# ビクター・ウェブスター
ビクター・ウェブスター（Victor Webster、1973年2月7日 - ）は、カナダの俳優。アルバータ州カルガリー出身。

## 主な出演作

### テレビドラマ
- ミュータントX - ブレナン役
- コンティニアムCPS特捜班 - カーロス・フォネグラ刑事役
- ダニーのサクセス・セラピー
- キャッスル 〜ミステリー作家は事件がお好き - ジョシュ・デビッドソン役（シーズン3〜４）

### 映画
| 公開年 | 邦題 原題                                                    | 役名                | 備考       |
| ------ | ------------------------------------------------------------ | ------------------- | ---------- |
| 2002   | ブラッドシェッド Wishmaster 4: The Prophecy Fulfilled        | ハンター            | ビデオ作品 |
| 2003   | 女神が家にやってきた Bringing Down the House                 | グレン              |            |
| 2005   | 理想の恋人.com Must Love Dogs                                | エリック            |            |
| 2007   | トレジャー・オブ・エジプト ファラオの秘宝 Sands of Oblivion  | マーク              | テレビ映画 |
| 2013   | インモラル・ヴァンパイア/淫夢の中だけ Embrace of the Vampire | コール教授 / Stefan | ビデオ作品 |
| 2019   | オーバー・エベレスト 陰謀の氷壁 冰峰暴                       | ヴィクター･ホーク   |            |